# Veia safena parva
A veia safena parva, pequena safena ou safena externa origina-se no pé e estende-se posteriormente ao longo da perna para terminar no joelho, onde habitualmente tributa na veia poplítea. Apresenta muito frequentemente algumas veias comunicantes para o território da grande safena, tanto para a própria safena como para a veia do arco posterior. Nem sempre drena na veia poplítea. As variantes de drenangem da safena externa são muitas. Assim a pequena safena pode:
- drenar na poplítea por um tronco comum com a veia gemelar interna.
- não ter conexão com a poplítea e continuar-se pela veia de Giacomini até esta drenar na grande safena a nível do 1/3 superior ou médio da coxa.
- drenar diretamente na grande safena a nível do 1/3 inferior da coxa.
- drenar por uma perfurante numa veia profunda do 1/3 inferior da face posterior da coxa.